# دی مارکی
دی مارکی (انگلیسی: De Marchi) شرکت تجهیزات ورزشی ایتالیایی است، که در سال ۱۹۴۶ توسط امیلیو دی مارکی تأسیس شد.